# Xistra angusta
Xistra angusta är en insektsart som beskrevs av Sigfrid Ingrisch 2001. Xistra angusta ingår i släktet Xistra och familjen torngräshoppor. Inga underarter finns listade i Catalogue of Life.